# Stane Pavlič
Stane Pavlič, slovenski pravnik, ekonomist, diplomat in politik, * 7. oktober 1914, Ljubljana, † 3. julij 1996, Ljubljana.
Leta 1939 je doktoriral na ljubljanski PF ter po končanem študiju delal kot odvetniški pripravnik. Po okupaciji je deloval v OF, nato na področju preskrbe v upravni komisiji IO OF in kot delegat SNOS pri UNRRA v Splitu. Po koncu vojne je bil pomočnik zveznega ministra za zunanjo trgovino (1946-50), vodja prve misije FLRJ v ZRN (do 1952), direktor zunanjetrgovinske direkcije in zatem predsednik zvezne trgovinske zbornice. 1954-56 in 1961-62 svetnik Zveznega sekretariata za mednarodne gospodarske odnose, vmes veleposlanik FLRJ v Indoneziji  ter 1963-67 v Belgiji in Luksemburgu, kjer je navezoval stike z evropsko gospodarsko skupnostjo. Od leta 1968 do 1970 je vodil republiški komite SRS za mednarodne ekonomske odnose, bil nato 1979 član Ustavnega sodišča SRS in do 1984 svetovalec Skupščine SRS. Bil je tudi sodnik haaškega arbitražnega sodišča (1981-89) in podpredsednik Mednarodne zveze pravnikov v Bruslju (1977-83) ter jugoslovanski pogajalec pri mnogih trgovinskih, finančnih in investicijskih pogajanjih, dolgoletni predavatelj in pisec člankov ter razprav o mednarodnih gospodarskih in finančnih vprašanjih. Bil je član slovenskih in jugoslovanskih vodstev SZDL in Zveze borcev.